# Auxelles-Bas
Auxelles-Bas es una comuna francesa situada en el departamento del Territorio de Belfort, de la región de Borgoña-Franco Condado.
Los habitantes se llaman Trissous.

## Geografía
Está ubicada a 12 km al norte de Belfort. 

## Demografía
| 321 | 283 | 325 | 361 | 353 | 461 | 481 | 474 | 463 |
| Para los censos de 1962 a 1999 la población legal corresponde a la población sin duplicidades (Fuente: INSEE [Consultar]) |     |     |     |     |     |     |     |     |